# Ủy ban Quốc gia về phê bình điện ảnh
Ủy ban Quốc gia về phê bình điện ảnh là một cơ quan được thành lập năm 1909 tại Thành phố New York, 13 năm sau khi phim điện ảnh ra đời, để phản đối việc thu hồi giấy phép triển lãm điện ảnh vào đêm vọng Lễ Giáng Sinh năm 1908 của viên thị trưởng thành phố New York thời đó là George B. McClellan, Jr.. Viên thị trưởng (con trai của một viên tướng nổi tiếng thời nội chiến) tin rằng phương tiện truyền thông mới này làm suy thoái đạo đức của cộng đồng. Để đòi quyền tự do biểu lộ (ý nghĩ) hợp hiến của mình, các chủ nhân các nhà hát do Marcus Loew lãnh đạo cùng các nhà phân phối phim (Edison, Biograph, Pathe và Gaumont) liên kết với John Collier của Viện Nhân dân ở "Liên đoàn Cooper cho tiến bộ của Khoa học và Nghệ thuật" (Cooper Union for the Advancement of Science and Art) thành lập Ban kiểm duyệt phim New York (New York Board of Motion Picture Censorship), ít lâu sau đổi tên thành "Ban quốc gia xem xét phim điện ảnh" để tránh ý xấu của từ "kiểm duyệt."
Mục tiêu được đặt ra là đưa ra sự ủng hộ các phim có giá trị và  bênh vực "nghệ thuật mới của nhân dân", nghệ thuật đã biến đổi đời sống văn hóa của Hoa Kỳ. Trong nỗ lực tìm cách tránh việc kiểm duyệt phim của chính phủ, Ban quốc gia này đã trở thành ngân hàng hối đoái (clearinghouse) không chính thức cho các phim mới. Từ năm 1916 tới thập niên 1950, hàng ngàn phim điện ảnh đã giữ lời ghi chú "Passed by the National Board of Review" (đã được Ban quốc gia xem xét phim điện ảnh thông qua) ở phần tên của phim. Tuy nhiên, trên thực tế, Ban này là một cơ quan kiểm duyệt. Các nhà sản xuất nộp phim của họ cho Ban này, trước khi in phát hành; họ đồng ý cắt bỏ bất cứ cảnh nào mà Ban này thấy là có thể bị phản đối, kể cả phá bỏ hết toàn bộ cuộn phim.
Năm 1929, NBRMP là cơ quan đầu tiên chọn 100 phim nói tiếng Anh hay nhất trong năm cùng các phim ngoại ngữ hay nhất, và vẫn là cơ quan phê bình đầu tiên loan báo các giải thưởng hàng năm của mình. NBRMP cũng chiếm được sự ca ngợi quốc tế về các ấn phẩm của mình:  Film Program (1917-1926); Exceptional Photoplays (1920-1925); Photoplay Guide to Better Movies (1924-1926); National Board of Review Magazine (1926-1942); New Movies (1942-1949); và Films in Review, xuất bản lần đầu năm 1950.
Có ảnh hưởng tới các thế hệ những nhà làm phim và yêu phim, các báo và tạp chí này đã khuyến khích việc bình luận mọi mặt của việc sản xuất và lịch sử điện ảnh, trong đó có các bài đóng góp của Alfred Hitchcock, Fritz Lang, Harold Robbins, Tennessee Williams, Dore Schary, William Saroyan, James Agee, Manny Farber, William K. Everson, Alistair Cooke, và Pearl Buck.
Để quyết định các giải hàng năm của mình, NBRMP gửi các phiếu bầu tới 122 thành viên của Ban, gồm các nhà làm phim, nhà biên tập, sử gia, các người sành phim và các sinh viên trong vùng đô thị New York để bầu chọn – sau đó được một hãng kế toán có công chứng sắp xếp lại thành biểu, bảng, để quyết định các phim hoặc người đoạt giải. Ngoài ra, Ủy ban Exceptional Photoplay sẽ giúp xác định các giải cống hiến đặc biệt, được phát tại buổi lễ trao giải.

## Các thể loại giải
- Nam diễn viên chính xuất sắc nhất
- Nữ diễn viên chính xuất sắc nhất
- Nam diễn viên phụ xuất sắc nhất
- Nữ diễn viên phụ xuất sắc nhất
- Đạo diễn xuất sắc nhất
- Toàn bộ vai diễn xuất sắc nhất
- Phim hay nhất
- Phim ngoại ngữ hay nhất
- Phim hoạt hình hay nhất
- Phim tài liệu hay nhất
- Kịch bản gốc hay nhất
- Kịch bản chuyển thể hay nhất
- Nam diễn viên diễn xuất đột phá
- Nữ diễn viên diễn xuất đột phá